# 采尼夫卡河
采尼夫卡河（烏克蘭語：Ценівка），是烏克蘭的河流，位於該國西部，發源自奧列西涅，流經捷爾諾波爾州，屬於佐洛塔利帕河的右支流，河道全長27公里，流域面積222平方公里。